# Механизмы пластической деформации
Пластическая деформация твердых тел (ползучесть) может происходить двумя принципиально разными механизмами: дислокационным и диффузионным. Первый механизм реализуется за счёт движения в объёме кристаллов - дислокаций и других дефектов решётки, и не требует термической активации.

## Кристаллографическая природа пластической деформации
Основными механизмами сдвиговой пластической деформации кристаллических тел являются скольжение и двойникование. Скольжение — это такое перемещение одной части кристалла относительно другой, при котором кристаллическое строение обеих частей остается неизменным. Скольжение происходит, когда касательное напряжение в плоскости скольжения достигает определенного значения для данного материала — так называемого сопротивления сдвигу.
В области сдвига кристаллическая решётка остается такой же, как и в обеих частях кристалла, и каждый атом в этой области перемещается на одинаковые расстояния, составляющие целое число периодов повторяемости решётки.
Отполированная поверхность кристалла после деформации скольжением при рассмотрении в оптическом микроскопе оказывается покрытой одной или несколькими системами параллельных тонких линий, называемых линиями скольжения. Эти линии представляют собой ступеньки на поверхности, возникающие в результате сдвига кристалла вдоль плоскости, которая и называется плоскостью скольжения, а направление сдвига в этой области — направлением скольжения. Комбинация данной плоскости и направления скольжения в ней составляет систему скольжения.